# NewsRadio
NewsRadio was een Amerikaanse televisieserie van NBC. De setting was WNYX, een fictieve nieuwsradiozender in New York. Net als bij WKRP in Cincinnati begint de show met de aankomst van een nieuwe nieuwsredacteur, Dave Nelson (Dave Foley).
NewsRadio was officieel in mei 1998 na het vierde seizoen stopgezet. De beslissing werd een paar dagen later teruggedraaid en een nieuw seizoen werd aangevraagd. Tragisch genoeg werd Phil Hartman vermoord door zijn vrouw, waardoor de show nooit meer hetzelfde was. Na het vijfde seizoen, waarin Phils rol werd ingevuld door (goede vriend) Jon Lovitz, werd de serie alsnog stopgezet.
NewsRadio was geheel rond de personages geschreven; het feit dat de serie zich op een radiostation afspeelde, was een bijkomstigheid. Daarbij richtte de serie zich op een vrij klein kerngroepje werknemers, die alle aandacht krijgen, hoewel de omroep nog veel meer werknemers heeft. Over dit verschijnsel werden herhaaldelijk grappen gemaakt in de serie zelf.